# Ohrdruf
Ohrdruf é uma cidade da Alemanha localizada no distrito de Gota, estado da Turíngia.

## História
Ohrdruf foi a Erfüllende Gemeinde (português: municipalidade representante ou executante) de 4 municípios: Crawinkel, Gräfenhain, Luisenthal e Wölfis. Os antigos municípios de Crawinkel, Gräfenhain e Wölfis foram incorporados a Ohrdruf em 1 de janeiro de 2019.